# Sos (Khojavend)
Pour les articles homonymes, voir SOS (homonymie).
Sos est un village d'Azerbaïdjan situé dans le raion de Khojavend. Elle compte 1 016 habitants en 2005.